# La Florida, Manlio Fabio Altamirano
La Florida är en ort i Mexiko.   Den ligger i kommunen Manlio Fabio Altamirano och delstaten Veracruz, i den sydöstra delen av landet, 300 km öster om huvudstaden Mexico City. La Florida ligger 36 meter över havet och antalet invånare är 293.
Terrängen runt La Florida är platt. Runt La Florida är det ganska glesbefolkat, med 39 invånare per kvadratkilometer. Närmaste större samhälle är Las Amapolas, 16,3 km nordost om La Florida. Omgivningarna runt La Florida är en mosaik av jordbruksmark och naturlig växtlighet.